# Медаль Джона Скотта
Медаль Джона Скотта — приз за научные и технические достижения, вручаемый с 1822 года. В настоящее время лауреаты выбираются Городским советом Филадельфии из кандидатов, которых в разные годы предлагали разные организации города. С 1836 по 1919 год кандидатов предлагал Институт Франклина (г. Филадельфия, штат Пенсильвания, США). Приз включает в себя медаль из меди, сертификат и денежное вознаграждение. Её лауреатами были известные учёные, в том числе 38 лауреатов Нобелевской премии.

## Наиболее известные лауреаты
Список лауреатов:
- 1856 — Шовене, Уильям
- 1858 — Френсис, Джеймс
- 1874 — Болдуин, Фрэнк Стивен, Вестингауз, Джордж
- 1875 — Шоулз, Лэтем Кристофер
- 1882 — Абт, Карл Роман[англ.]
- 1883 — Pratt & Whitney
- 1886 — Pratt & Whitney
- 1887 — Айвс, Фредерик Юджин[англ.]
- 1889 — Эдисон, Томас Алва, Томсон, Элиу, Мергенталер, Отмар, Мэддокс, Ричард Лерч
- 1890 — Айвс, Фредерик Юджин[англ.], Теофил ван Каннель[англ.]
- 1891 — Томсон, Элиу, Хедфилд, Роберт Аббот, Мергенталер, Отмар, Сэмюэл Мэтьюс Воклен
- 1892 — Шей, Ефраим
- 1893 — Франк, Адольф
- 1894 — Эдвард Гудрич Ачесон
- 1895 — Кросс, Чарльз Фредерик[англ.]
- 1897 — Берлинер, Эмиль
- 1898 — Хайат, Джон, Блондель, Андре
- 1900 — Уэйт, Уильям Белл, Тейнтер, Чарльз Самнер
- 1901 — Эдвард Гудрич Ачесон, Мершон, Ральф Дэвенпорт[англ.], Паттерсон, Джон Генри[англ.]
- 1903 — Клод, Жорж, Леонард, Гарри Вард[англ.]
- 1904 — Айвс, Фредерик Юджин[англ.]
- 1905 — Браунинг, Джон Мозес, Венельт, Артур
- 1906 — Айвс, Фредерик Юджин[англ.]
- 1907 — Юинг, Джеймс Альфред
- 1908 — Вуд, Роберт Вильямс
- 1910 — Бакеланд, Лео Хендрик
- 1913 — Дженкинс, Чарльз (изобретатель)[англ.]
- 1914 — Кент, Этуотер,  Гийом, Шарль Эдуар, Рено, Джесс[англ.]
- 1916 — Эйкли, Карл Итан, Дорр, Джон[англ.]
- 1920 — Ногути, Хидэё, Мис, Чарльз Эдвард Кеннет[англ.]
- 1921 —  Склодовская-Кюри, Мария
- 1922 — Фессенден, Реджинальд Обри, Осборн, Томас[англ.]
- 1923 —  Бантинг, Фредерик,  Томсон, Джозеф Джон,  Астон, Фрэнсис Уильям,  Эйкман, Христиан, Макколлум, Элмер, Дэй, Артур Льюис
- 1925 — Гаррисон, Росс
- 1927 —  Роус, Фрэнсис Пейтон, Айвс, Герберт Юджин[англ.]
- 1928 — Эванс, Герберт[англ.]
- 1929 — Эдисон, Томас Алва, Форест, Ли де, Левадити, Константин
- 1931 —  Маркони, Гульельмо, Кэрриер, Уиллис, Сьерва, Хуан де ла
- 1932 — Слепян, Джозеф[англ.], Эммет, Уильям Ле Рой[англ.]
- 1933 —  Майнот, Джордж, Конрад, Фрэнк[англ.]
- 1934 — Тесла, Никола
- 1936 — Юинг, Джеймс[англ.], Кеттеринг, Чарльз
- 1937 —  Ленгмюр, Ирвинг, Уильям Дэвид Кулидж
- 1938 —  Стэнли, Уэнделл Мередит, Лэнд, Эдвин Герберт
- 1942 — Армстронг, Эдвин, Уильямс, Роберт Раннелс[англ.]
- 1943 — Денди, Уолтер Эдвард, Буш, Вэнивар, Гаранд, Джон
- 1944 —  Флеминг, Александр
- 1945 —  Вудворд, Роберт Бёрнс, Гудпасчер, Эрнест Уильям
- 1946 — Керст, Дональд Вильям
- 1949 —  Ваксман, Зельман
- 1951 — Планкетт, Рой
- 1952 —  Сиборг, Гленн Теодор,  Альварес, Луис
- 1953 — Гудри, Эжен, Гиббон, Джон Хейшам
- 1954 — Сикорский, Игорь Иванович,  Бардин, Джон,  Виньо, Винсент дю,  Браттейн, Уолтер Хаузер, Кемраз, Марвин
- 1955 — Бимс, Джесс[англ.]
- 1957 — Солк, Джонас, Уиттл, Фрэнк
- 1958 —  Дульбекко, Ренато,  Мартин, Арчер Джон Портер
- 1959 — Линк, Карл, Джон Рэндалл, Бут, Гарри[англ.]
- 1960 — Уильямс, Фредерик Калланд[англ.], Коултер, Уоллес[англ.]
- 1961 — Мокли, Джон, Эккерт, Джон Преспер, Ниплинг, Эдвард
- 1963 —  Таунс, Чарлз Хард,  Натта, Джулио, Лоури, Оливер[англ.]
- 1964 — Карлсон, Честер
- 1965 —  Флори, Хоуард Уолтер
- 1966 — Эрни, Жан[англ.]
- 1967 — Золл, Пол Морис[англ.], Фернандес-Моран, Умберто[англ.]
- 1968 — Кокерелл, Кристофер
- 1969 — Полдж, Кристофер[англ.], Пилкинктон, Алистер[англ.]
- 1970 — Мюллер, Эрвин Вильгельм, Гинзбург, Чарльз
- 1971 — Ганн, Джон, Дрейпер, Чарльз Старк
- 1974 — Пирс, Джон Робинсон, Компфнер, Рудольф, Чарнли, Джон[англ.]
- 1975 — Холоньяк, Ник
- 1977 —  Хаунсфилд, Годфри
- 1978 — Брюс Эймс, Алан Уолш[англ.]
- 1979 — Ричард Бакминстер Фуллер, Рене Фавалоро
- 1980 — Линвилл, Джон[англ.]
- 1981 —  Джеймс Блэк
- 1982 — Стернбах, Лео[англ.], Фишман, Джек[англ.]
- 1983 — Гордон Гулд, Виллем Йохан Колфф
- 1984 —  Мильштейн, Сесар,  Кёлер, Жорж, Дрикеймер, Гарри Джордж[англ.]
- 1986 — Гарфилд, Юджин
- 1989 —  Макдиармид, Алан,  Хигер, Алан, Кеймен, Мартин Дэвид[англ.]
- 1990 — Копровский, Хилари, Фогель, Орвилл[англ.]
- 1991 — Патрик, Рут Миртл
- 1992 —  Муллис, Кэри, Ченс, Бриттон[англ.]
- 1993 —  Смолли, Ричард
- 1995 —  Мазер, Джон Кромвелл,  Маршалл, Барри,  Тейлор, Джозеф Хотон
- 1996 — Хейлмейер, Джордж
- 1997 — Коттон, Франк Альберт, Бринстер, Ральф[англ.]
- 1998 —  Бламберг, Барух, Фолкман, Джуда
- 1999 — Бенуа Мандельброт, Альфред Кнудсон
- 2000 — Эдриан Бакс
- 2001 —  Барри Шарплесс, Вера Рубин
- 2002 —  Марио Капекки, Джозеф ДеСимоне
- 2003 — Дэниэл Хант Дженсен, Берт Фогельштейн
- 2004 — Томас Старзл, Трост, Барри[англ.]
- 2005 — Стабби, Джоан,  Сол Перлмуттер
- 2006 — Franklin A. Davis[англ.], Ирвинг Вайсман
- 2008 — Сьюзан Соломон
- 2009 — Люси Шапиро
- 2010 — Кристиан Ламбертсен
- 2011 — Кухл, Дэвид[англ.]
- 2012 — Пол Стейнхардт
- 2014 — Леонард Хейфлик
- 2016 — Эмманюэль Шарпантье, Дженнифер Даудна, Чжан Фэн, Карл Джун
- 2017 — Ружена Байчи, Warren Ewens[англ.], Масатоси Нэи
- 2018 — Бьёрн Страуструп, Джеймс Уэст
- 2019 — Эмили Картер, Чарльз Кейн, Юджин Меле